# 乌尔里希斯贝格
乌尔里希斯贝格是奥地利上奥地利州罗尔巴赫县的一个市镇。总面积57平方公里，总人口3027人，人口密度53.1人/平方公里（2005年）。